# 1714 en France
Chronologie de la France
- 1710
- 1711
- 1712
- 1713
- 1714
- 1715
- 1716
- 1717
- 1718

Cette page concerne l’année 1714 du calendrier grégorien.

## Événements
- Février : grand bal masqué à Sceaux chez la duchesse du Maine[1].
- 15 février : le parlement de Paris enregistre avec des restrictions (d’Aguesseau) la bulle Unigenitus[2].
- 25 février : mandement du cardinal de Noailles, archevêque de Paris, qui interdit sous peine de suspense au clergé parisien d’accepter la constitution Unigenitus[3].

- 5 mars : la Sorbonne accepte avec une forte majorité la bulle Unigenitus[3].
- 6 mars : traité de Rastatt entre la France et l’empereur, marquant la fin de la guerre de Succession d’Espagne[4]. Le traité, négocié par les généraux Villars pour la France et le prince Eugène pour l’empire, est rédigé en français, employé pour la première fois comme langue diplomatique en remplacement du latin[5].

- 4 mai : mort du duc de Berry petit-fils de Louis XIV[2].

- 1er juin : 28 docteurs protestent en Sorbonne contre le décret imprimé d’acceptation de la bulle Unigenitus du 5 mars, qu’ils considèrent comme le résultat d’un décompte frauduleux des voix[3].

- 2 juillet : démission du chancelier Pontchartrain[2].
- 17 juillet : Voysin devient chancelier de France (fin en 1717)[2].
- 29 juillet : déclaration du roi à Marly qui, en cas d’extinction des princes légitimes de la maison de Bourbon appelle à la succession les princes légitimés, le duc du Maine et le comte de Toulouse[2].
- 31 juillet : première des Grandes Nuits de Sceaux, série de seize fêtes et divertissements données par la duchesse du Maine (fin le 15 mai 1715)[6].

- 2 août : Louis XIV signe son testament qui institue un conseil de régence[2].
- 31 août : mort du duc de Beauvilliers[2].

- 7 septembre : traité de Baden, en Argovie entre la France et l’empire, qui confirme celui de Rastatt[4].
- 11 septembre : Barcelone tombe sous les armées coalisées d’Espagne et de France dirigées par Berwick, par suite du retrait des Autrichiens (traité d’Utrecht)[7].

- 27 septembre : visite à Fontainebleau de Frédéric-Auguste, prince Électeur de Saxe[8].

- 23 octobre : arrivée de l’ambassadeur de Perse Mehmet Rıza Beğ à Marseille, précédé de l’Arménien Hagopdjan de Deritchan, qui devient l’année suivante consul de Perse à Marseille. Le 28 octobre, il fait une entrée solennelle dans la ville. Le 23 décembre, ils prennent la route de Paris[9].

- 30 décembre : annexion à la France de la vallée de l’Ubaye[10].